# Tricyphona albicentra
Tricyphona (Tricyphona) albicentra là một loài ruồi trong họ Pediciidae. Chúng phân bố ở vùng Tân nhiệt đới.